# Comissão Church
A Comissão Church (em inglês, Church Committee) foi uma  comissão de inquérito criada  no âmbito do Senado dos Estados Unidos em 1975,  sob a presidência do senador Frank Church (D-ID),com o objetivo de investigar  atividades  ilegais da Central Intelligence Agency (CIA), da Agência de Segurança Nacional (NSA) e do Agência Federal de Investigação (FBI),  depois que algumas dessas atividades foram reveladas pelo escândalo Watergate. Dentre os  temas investigados pela comissão, incluem-se: experiências  em seres humanos, violações de domicílios e interceptações de comunicações sem autorização judicial e assassinatos.

## Investigações

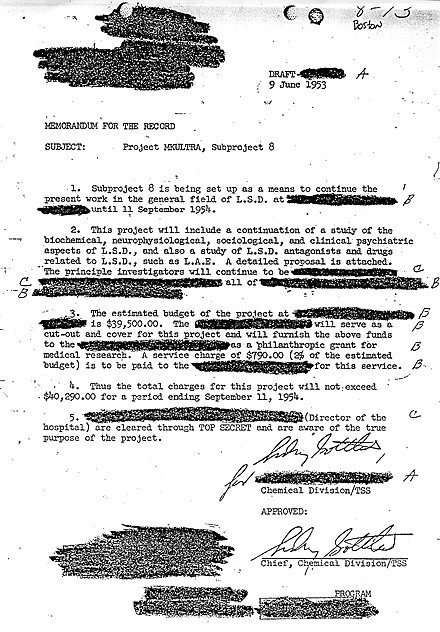
Documentos do MKULTRA revelados pelas investigacoes - Experimentos com LSD

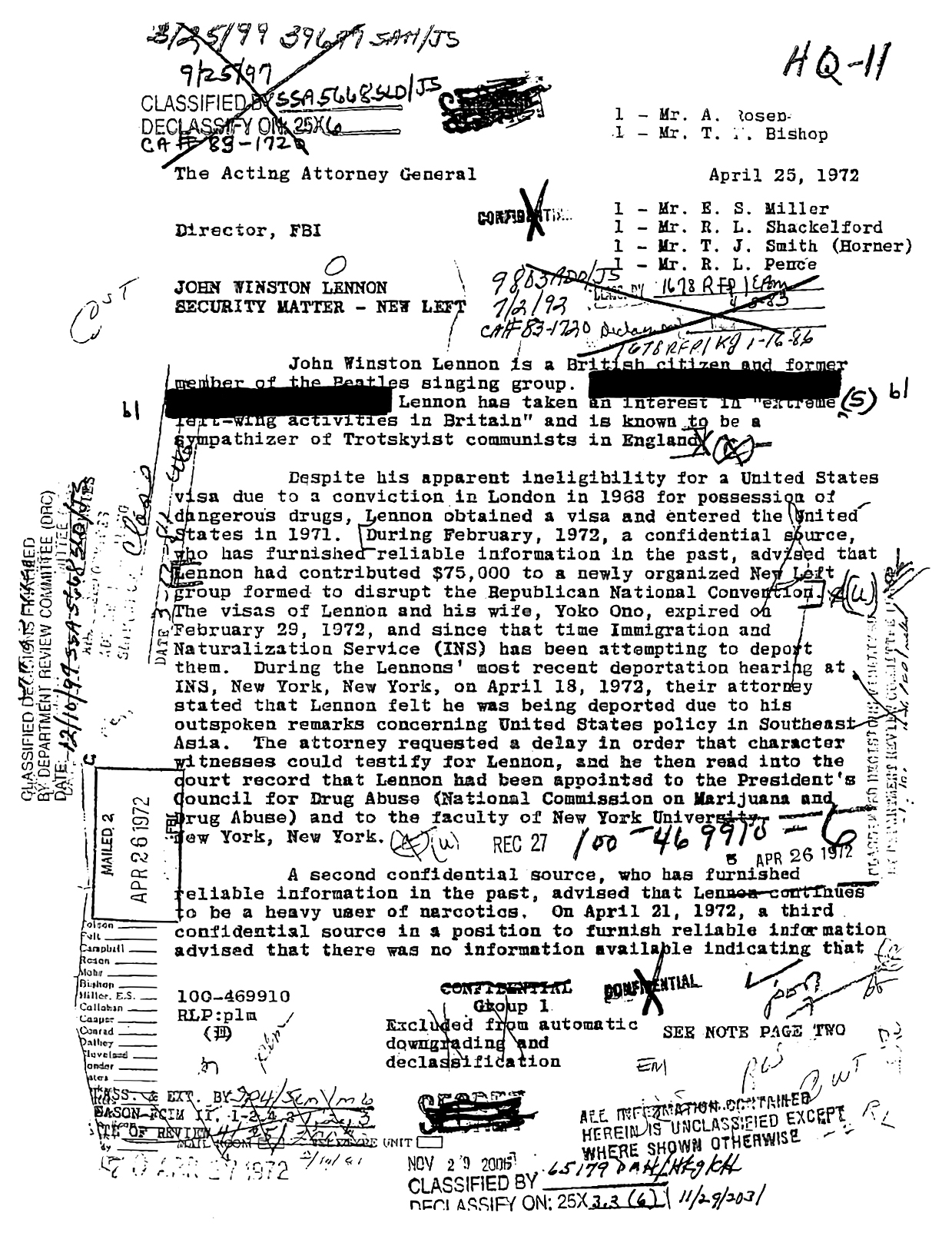
COINTELPRO - Documentos da Investigacao de John Lennon

Foram muitas as investigações da Comissão. As mais importantes e que provocaram maiores escândalos estão ligadas às revelações dos programas MKULTRA, da CIA, e  COINTELPRO, do FBI.
Em 1975,  muitas das atividades ilegais da CIA e do FBI foram investigadas pelo Church Committee mas muitas outras ainda seriam investigadas nas décadas seguintes. Todas as atividades do  programa COINTELPRO de Edgar Hoover, foram consideradas ilegais.

## Reações
Em 1977, o repórter Carl Bernstein escreveu um artigo na revista Rolling Stone, afirmando que a relação entre a CIA e a mídia era muito mais extensa do que o que o Comitê revelou. Também disse que o comitê tinha encoberto essas relações, porque "revelariam relações embaraçosas nas décadas de 1950 e 1960 com algumas das organizações e indivíduos mais poderosos do jornalismo americano".

## Ver Também
- MKULTRA
- CIA
- Revelações da Vigilância global (1970–2013)
- COINTELPRO
- Vigilância em massa
- Terrorismo de Estado
- PRISM (programa de vigilância)